# HD65575
HD65575 — хімічно пекулярна зоря спектрального класу B3, що має  видиму зоряну величину в смузі V приблизно  3,5.
Вона  розташована на відстані близько 386,9 світлових років від Сонця.

## Пекулярний хімічний склад
Зоряна атмосфера HD65575 має підвищений вміст 
Si
.